# Camillo Campana
Camillo Campana (Bergamo, 30 aprile 1922 – Bergamo, 15 gennaio 1994) è stato un artista, pittore e scultore italiano, vicino ai movimenti dell'espressionismo e dell'arte informale.

## Biografia
Nel 1939 ottiene la licenza di disegnatore tecnico all'ITIS "Paleocapa" di Bergamo.
Campana apre il suo atelier a Bergamo nel 1940, nella Torre di via Tassis in Città Alta, lavorandovi fino al 1987. Nel dopoguerra si iscrive all'Accademia Carrara, ma si dedica poi a restauri a Milano (Pinacoteca di Brera) e a Roma, sotto la direzione di Mauro Pellicioli.
Nel 1952 si occupa di pittura muralista a Modena, acquisendo un diploma di Capo d'Arte per la decorazione pittorica murale e plastica all'Istituto Statale d'Arte "A. Venturi" di Modena.
Nel 1953 ottiene il diploma dell'Accademia Carrara, diretta da Achille Funi, di cui è allievo nei corsi di pittura.
Dal 1954 al 1978 insegna educazione artistica nelle scuole medie statali.

## Produzione artistica
Camillo Campana vive la sua vita a Bergamo (gallerie Lorenzelli e Dossi) e ne rappresenta un'autoctona espressione artistica. In ogni caso non si estranea dal dibattito artistico e culturale italiano, prendendo anzi parte alla VI Quadriennale Nazionale d'Arte di Roma, oltre che seguendo le gallerie di Milano e la periodica Biennale di Venezia. 
La pittura rappresenta per Campana la rappresentazione dell'esistenza di una sconvolgente corporeità cromatica, quale passionalità di irradiazioni provenienti dall'inconscio.
Le prime opere di Campana, tra gli anni quaranta e cinquanta, si richiamano all'espressionismo, in aperta polemica con verismo e realismo. Le sue raffigurazione di paesaggi e figure sono accentuate con colori sempre più vivaci. Campana deforma le figure attraverso macchie (taches) colorate, e introduce vibrazioni che riproducono le tensioni psicologiche dei soggetti.
Nel 1958 distrugge gran parte della sua produzione figurativa, e dagli anni sessanta si avvicina al movimento dell'arte informale. Nel 1961 conosce presso la galleria Lorenzelli di Bergamo lo svizzero Gérard Ernest Schneider, portatore di un espressionismo astratto ed informale, e trasforma la sua opera pittorica e grafica con cromìe smaglianti. Campana diviene sempre più ben disposto verso l'uso di tecniche inconsuete e nuovi materiali. Realizza composizioni in materie plastiche, collage con sovrastampe, composizioni in sottile tubolare al neon.
Nel 1958 è anche protagonista di La tela, cortometraggio di Domenico Lucchetti che ne documenta il passaggio dal figurativo all'informale. La pellicola, presentata al Festival di Montecatini del 1959, ottiene la Coppa FEDIC per la migliore fotografia.
Dagli anni settanta Campana si concentra sempre più sul colore, anche grazie agli effetti fluorescenti garantiti dall'esposizione alla luce della lampada di Wood, fino a giungere negli anni ottanta ad opere caratterizzate da una forte irradiazione di colore.
Tra le sculture di Camillo Campana si ricordano Scultura di luce (1968), Luce fluorescente (1968), Forme in plexiglas (1974), esposte alla mostra della Grafica Gutenberg di Gorle.

## Alcune opere
- Giudizio universale (1954-56): materia offuscata e anime accumulate, fisionomie represse come maschere di depressione e malinconia, ma vibranti di macchie rapide
- Nudo bianco (1955-56): figura femminile sdraiata e dormiente, con la testa appoggiata sul braccio
- Serie di nudi femminili (1956-59): esaltazione erotica di corpi "snaturati" in un'alterazione espressionista, con allegorie sessuali esplicite
- Figure (1954-58), Urrittritii (1957), Errante-Erreri (1958): simboli astratti in cui la figura diviene esercizio cromatico, denso di grovigli maschili e femminili.
- Il circo (1955)
- Figura (1956)
- Figura con tondi (1957)
- Figura accovacciata (1958)
- Negrosina (1963): serie di 5 figure ad inchiostro, rappresentano una grande libellula o farfalla, raffigurata in una macchia nera da cui si dipartono diluizioni di nervature grigie e chiare che rappresentano le ali traslucide
- Composizione (1965)
- Composizione(1967)
- Senza titolo (1974)
- Composizione (1976)
- Trilogia dell'alba (1975-79)
- Trilogia dell'aurora (1975-79)
- Atomizzazione-Per ciò che fu, ciò che è, ciò che sarà (1978-79)
- Elegia (1978-81)
- Composizione (1987)
- Senza titolo (1987)
- I giorni dell'ira (1987)
- Per grazia, ricevuta (1987)
- La Disputa (1987)